# Agathia codina
Agathia codina là một loài bướm đêm thuộc họ Geometridae. Loài này có ở khu vực đông bắc Himalaya, Malaysia bán đảo, Sumatra và Borneo.

## Phân loài
- Agathia codina codina (Himalaya)
- Agathia codina australis (bán đảo Mã Lai, Sumatra and Borneo)